# MLS SuperDraft 2006
De MLS SuperDraft 2006, gehouden in Philadelphia (Verenigde Staten) op 20 januari 2006, was de zevende jaarlijkse editie van de Major League Soccer SuperDraft. De eerste keuze was eigenlijk voor Chivas USA, maar zij ruilden met de MetroStars voor de vijfde keuze. De MetroStars kozen Marvell Wynne.
De SuperDraft werd gevolgd door de MLS Supplemental Draft van 2006.

## Ronde 1
| Keuze | Speler              | Positie | MLS-team               | Vorig team                                    |
| ----- | ------------------- | ------- | ---------------------- | --------------------------------------------- |
| 1     | Marvell Wynne       | V       | MetroStars             | universiteit van California, Los Angeles      |
| 2     | Mehdi Ballouchy     | M       | Real Salt Lake         | Santa Clara universiteit                      |
| 3     | Jason Garey         | A       | Columbus Crew          | Universiteit van Maryland, College Park       |
| 4     | Joera Movsisjan     | A       | Kansas City Wizards    | Pasadena City College                         |
| 5     | Sacha Kljestan      | A       | Chivas USA             | Seton Hall-universiteit                       |
| 6     | Dax McCarty         | M       | FC Dallas              | Universiteit van North Carolina - Chapel Hill |
| 7     | Justin Moose        | M       | D.C. United            | Wake Forest-universiteit                      |
| 8     | Patrick Ianni       | V       | Houston Dynamo         | Universiteit van Californië - Los Angeles     |
| 9     | Kei Kamara          | A       | Columbus Crew          | California State University - Dominguez Hills |
| 10    | Calen Carr          | A       | Chicago Fire           | Universiteit van Californië - Berkeley        |
| 11    | Leandro de Oliveira | M       | New England Revolution | Universiteit van Alabama - Birmingham         |
| 12    | Nathan Sturgis      | V/M     | Los Angeles Galaxy     | Clemson-universiteit                          |

## Ronde 2
| Keuze | Speler          | Positie | MLS-team               | Vorig team                                |
| ----- | --------------- | ------- | ---------------------- | ----------------------------------------- |
| 13    | Jed Zayner      | V       | Columbus Crew          | Indiana universiteit, Bloomington         |
| 14    | Jeff Curtin     | V       | Chicago Fire           | Georgetown universiteit                   |
| 15    | Justin Moore    | V/M     | FC Dallas              | Clemson-universiteit                      |
| 16    | Lance Watson    | M       | Kansas City Wizards    | universiteit van New Mexico               |
| 17    | Josmer Altidore | A       | MetroStars             | Generation adidas                         |
| 18    | Blake Wagner    | V/M     | FC Dallas              | Generation adidas                         |
| 19    | Tyson Wahl      | V       | Kansas City Wizards    | universiteit van California, Berkeley     |
| 20    | Brian Plotkin   | M       | Chicago Fire           | Indiana universiteit, Bloomington         |
| 21    | Jacob Peterson  | A       | Colorado Rapids        | Indiana universiteit, Bloomington         |
| 22    | Dominic Oduro   | A       | FC Dallas              | Virginia Commonwealth universiteit        |
| 23    | Willie Sims     | A       | New England Revolution | California State universiteit, Northridge |
| 24    | Marc Burch      | A       | Los Angeles Galaxy     | universiteit van Maryland, College Park   |

## Ronde 3
| Keuze | Speler            | Positie | MLS-team               | Vorig team                              |
| ----- | ----------------- | ------- | ---------------------- | --------------------------------------- |
| 25    | Kyle Veris        | V       | Los Angeles Galaxy     | Ohio State universiteit                 |
| 26    | Ryan Johnson      | A/M     | Real Salt Lake         | Oregon State universiteit               |
| 27    | Brandon Moss      | M       | Columbus Crew          | universiteit van New Mexico             |
| 28    | Matt Groenwald    | M       | Kansas City Wizards    | St. John's universiteit, New York       |
| 29    | Stephen Shirley   | V/M     | Kansas City Wizards    | Virginia Commonwealth universiteit      |
| 30    | Ray Burse         | DM      | FC Dallas              | Ohio State universiteit                 |
| 31    | Rod Dyachenko     | M       | D.C. United            | universiteit van Nevada, Las Vegas      |
| 32    | Andre Schmid      | A       | Houston Dynamo         | St. John's universiteit, New York       |
| 33    | Dayton O'Brien    | M/A     | Columbus Crew          | universiteit van Memphis                |
| 34    | Jordan Russolillo | V       | Chicago Fire           | Southern Connecticut State universiteit |
| 35    | Kyle Brown        | A       | New England Revolution | universiteit van Tulsa                  |
| 36    | Chris Dunsheath   | DM      | Los Angeles Galaxy     | Bradley universiteit                    |

## Ronde 4
| Keuze | Speler              | Positie | MLS-team            | Vorig team                               |
| ----- | ------------------- | ------- | ------------------- | ---------------------------------------- |
| 37    | Jonathan Bornstein  | A       | Chivas USA          | universiteit van California, Los Angeles |
| 38    | Duke Hashimoto      | A       | Columbus Crew       | Southern Methodist universiteit          |
| 39    | Jeff Carroll        | M/V     | D.C. United         | St. John's universiteit, New York        |
| 40    | Eric Kronberg       | DM      | Kansas City Wizards | universiteit van California, Berkeley    |
| 41    | Blake Camp          | M       | MetroStars          | Duke universiteit                        |
| 42    | Michael Dello-Russo | M       | FC Dallas           | universiteit van Maryland, College Park  |
| 43    | Mike Ambersley      | A       | FC Dallas           | Indiana universiteit, Bloomington        |
| 44    | Mike Chabala        | M       | Houston Dynamo      | universiteit van Washington              |
| 45    | Josh Brown          | V       | Colorado Rapids     | universiteit van New Mexico              |
| 46    | Jeremy Ashe         | M       | Chicago Fire        | Marshall universiteit                    |
| 47    | Kenny Bertz         | V       | D.C. United         | universiteit van Maryland, College Park  |
| 48    | Aaron King          | A       | Los Angeles Galaxy  | North Carolina State universiteit        |